# Yvette Fontaine
Yvette Fontaine, née le 3 juin 1946 à Hasselt, est une femme pilote automobile belge de compétitions sur circuits pour voitures de tourisme.

## Biographie
Elle fait ses débuts en 1964 en rallye sur Mini (au Tour de Belgique automobile, à 18 ans à peine), ayant un temps pour navigatrice l'épouse de Vic Elford durant la fin de la saison suivante. Elle démarre en 1966 sa carrière en Touring Car lors du Grand National de Zolder sur Alfa Romeo Giulia Ti Super 1600 (obtenant la même année une victoire de groupe en course de côte), passant sur GTA 1600 et GTV 1600 la saison suivante (2e au Grand Prix des Frontières des 500 km de Chimay, 3e au Bekers van de Toekomst de Zolder, et 4e des Coupes de Spa). En 1968, elle évolue sur Ford Escort 1300 GT et TC dans le championnat.
En 1969, alors qu'elle est engagée par Ford Belgique depuis déjà plus d'une saison, elle finit 6e des 6 Heures de Brands Hatch sur Ford Escort avec Alain Semoulin (lui-même sextuple champion de Touring belge), puis en 1971 4e du Grand Prix tourisme du Nürburgring avec la même voiture.
Elle est la première femme à remporter un championnat automobile en Europe, et la deuxième au monde après l'Américaine Donna Mae Mims en 1963 dans la catégorie D Production du Champion des États-Unis de voitures de sport SCCA,, devant Jean-Pierre Gaban et sa Porsche 911 lors de la saison 1969 de Touring en Belgique.
En 1970, elle dispute une course de Formule 3 à Chimay, qu'elle ne termine pas.
En 1974 et 1975, elle participe aux 24 Heures du Mans, obtenant une 11e place pour sa seconde apparition, avec Anny-Charlotte Verney sur Porsche 911 Carrera RS 3L. Gr.3 (après avoir été 17e et vainqueur de classe 2L. avec Christine Beckers), mais son fait de course le plus marquant est une deuxième place avec Noël van Assche (dit "Pedro") aux 24 Heures de Spa 1975 sur BMW 3.0 CSi du team Atlas Racing (épreuve qu'elle dispute neuf fois entre 1966 et 1976, où elle obtient sa première victoire de classe dès 1966 sur Alfa Romeo Giulia 1300).
Elle arrête la compétition en 1976 après le RAC TT qu’elle dispute au volant d’une Chevrolet Camaro.

## Palmarès

### Titres
Champion (absolu) de Belgique des voitures de Tourisme :
- 1969, sur Ford Escort TC du Ford-Chevron Racing Team et Ford Lotus Cortina du Team Welcker (victoires à Grote Prijs van Zolder, aux Coupes Benelux de Zandvoort — et meilleur tour —, et au Zandvoort Trophy) ;
- 1970, sur Ford Escort TC du Ford-Chevron Racing Team (victoires à Zolder Grand National — le Trophée de mer du Nord, et meilleur tour —, Grote Prijs van Zolder — et meilleur tour — ; les saisons suivantes elle est 5e du championnat 1971 avec une victoire à Trofee van de Noordzee Zolder sur Ford Escort BDA pour Ford BP Racing Team, et 4e du Groupe 2 1972 avec une victoire à Bekers van de Toekomst de Zolder — Coupes de l'Avenir — sur Ford Escort RS pour la même équipe, pilotant alors également une Ford Capri II 3.0S) ;

Vice-champion de Belgique des voitures de Tourisme :
- 1967, sur Alfa Romeo GTA 1600 ;

3e du championnat de Belgique de course de côte :
- 1967, sur Alfa Romeo GTA 1600 (2e à la côte de Maquisard... et victoire en 1968 à la côte de La Roche, pour Ford désormais) ;

### Autres victoires
- Coupe des Dames au Circuit des Ardennes 1965 ;
- Coupe des Dames aux 12 Heures d'Ostende 1965 ;
- Coupe des Dames aux 12 Heures d'Ixelles 1965 ;
- 2e du Rallye de Picardie 1965.